# Адаптивное управляемое крыло

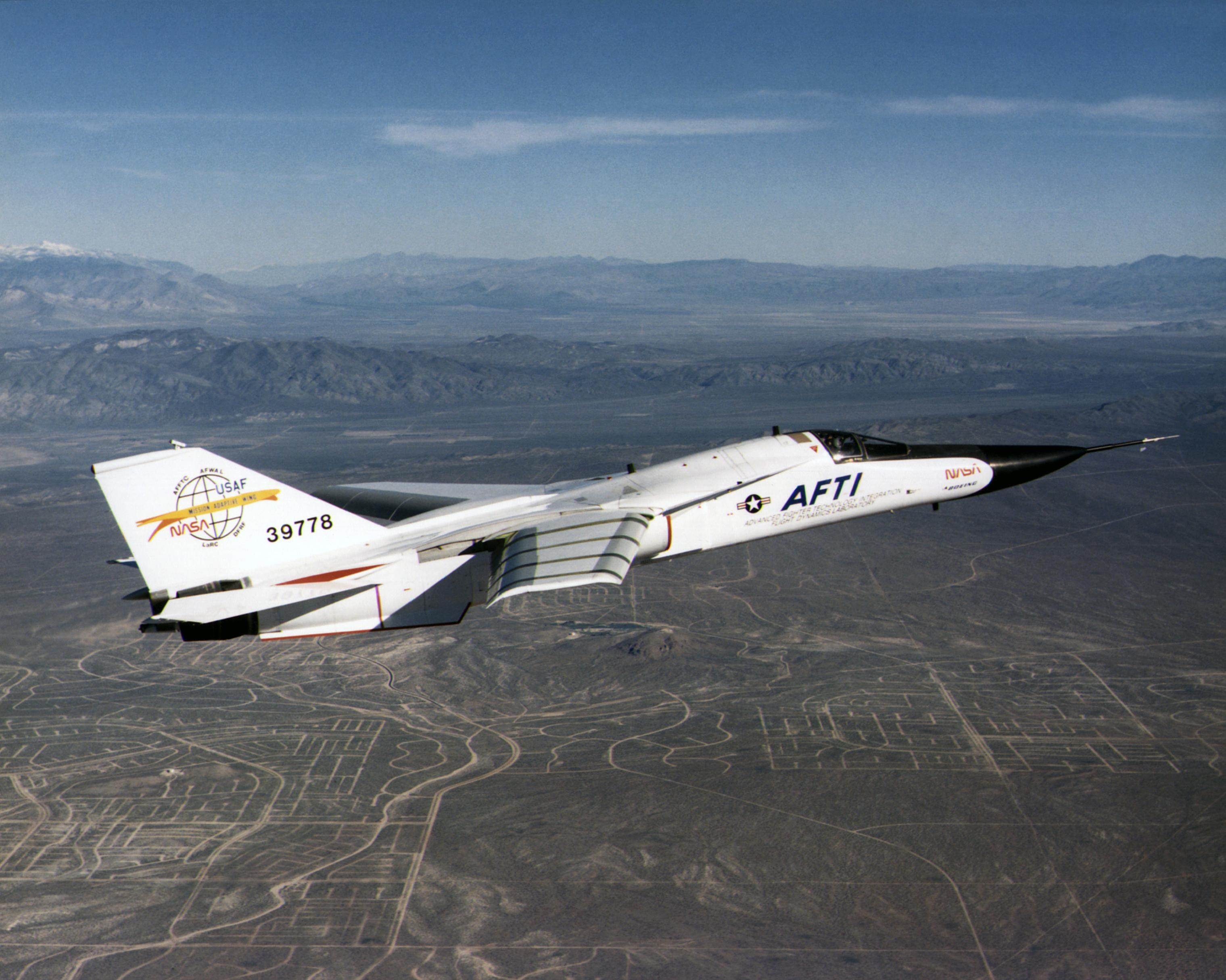
Первый в мире самолёт с применением технологии адаптивного крыла F-111

Адапти́вное управля́емое крыло — крыло самолёта, профиль которого принимает форму, близкую к оптимальной на каждом заданном режиме полёта. Конструкция такого крыла позволяет плавно (за счёт гибкой обшивки) отклонять носовую и хвостовую часть крыла, изменяя таким образом кривизну вдоль размаха в зависимости от высоты, скорости полёта и перегрузки. Адаптивное крыло предназначается в основном для многоцелевых и высокоманёвренных самолётов. Управление элементами крыла осуществляется высокоавтоматизированной электродистанционной вариативной системой.
Разновидностью повышения аэродинамического качества крыла является также система адаптивной «щелевой» механизации крыла. Она обеспечивает плавное (в пределах необходимой точности, может быть и ступенчатым) изменение углов установки носков и закрылков в зависимости от угла атаки и числа Маха. Однако эта система допускает разрывное изменение аэродинамических производных во всём диапазоне параметров, в отличие от адаптивного крыла. Ведутся работы и по реализации безотрывного обтекания поверхностей механизации путём изменения кривизны элементов щелевой механизации. Адаптивная механизация крыла, благодаря упрощённой кинематике выдвижения закрылков, привлекательна тем, что позволяет отказаться от применения сложных по конфигурации и увеличивающих вес крыла направляемых рельсов, кроме того, позволяет уменьшить потери несущих свойств на балансировку.

## Назначение
Эффективный полёт в атмосфере требует разной аэродинамики от аппарата в зависимости от скорости полёта, режима полёта. Классический подход к проектированию новых летательных аппаратов позволяет в настоящее время лишь незначительно (не более, чем на 1–2 %) повысить аэродинамическое качество и улучшить взлётно-посадочные характеристики. Механизация крыла в виде простых отклоняемых носков и хвостиков профиля или изменения стреловидности не позволяет достичь высоких значений максимального коэффициента подъёмной силы при меняющихся режимах работы.
Поэтому в последние годы в связи с развитием технической базы и появлением новых авиационных материалов всё большее внимание обращается на возможность улучшения аэродинамических характеристик самолёта за счёт изменения геометрии крыла в зависимости от режима полёта — применения адаптивного крыла. Адаптация несущей системы самолёта может осуществляться за счёт изменения размаха и стреловидности крыла, а также формы, кривизны и толщины профиля.

Предполагается использовать эластичную внешнюю обшивку, а силовые каркасы внутри этой обшивки будут приспособлены для плавного изменения собственной геометрии.
Важным отличительным свойством такого крыла является сохранение гладкости его профилей при деформации срединной поверхности. Уменьшение сопротивления может быть достигнуто по двум направлениям. Во-первых, за счёт оптимального изменения в зависимости от режима полёта деформации срединной поверхности. Это позволяет на крейсерских режимах делать крыло практически плоским, что уменьшает сопротивление при нулевой подъёмной силе, а при манёвре — оптимально деформированным с распределением циркуляции по размаху крыла близким к эллиптическому, что уменьшает индуктивное сопротивление. Во-вторых, на больших углах атаки в местах излома верхней поверхности крыла при отклонении обычной механизации возникает местный отрыв потока. Применение на адаптивном крыле носков с большой относительной хордой и гибкой обивкой позволяют решить эту проблему.
Отклонение подвижных элементов с сохранением плавности его обводов по некоторому закону, подобранному на основании экспериментальных и расчётных исследований, позволяет перераспределить давление на поверхности крыла таким образом, чтобы предотвратить срыв потока или существенно ослабить его развитие на выбранном режиме полёта. В результате граница возникновения тряски и бафтинга смещается на большие углы атаки, повышается эффективность поворотных поверхностей, работающих в режиме органов управления. Во время маневра, за счёт предотвращения отрыва потока, адаптивное крыло даёт ощутимый  выигрыш аэродинамического качества.
Если изменение формы адаптивного крыла подчинить условиям, при выполнении которых критическая точка в каждом сечении крыла смещается в носок профиля, а распределение циркуляции скорости по размаху становится эллиптическим, то при выбранном значении коэффициента подъёмной силы обеспечивается минимум коэффициент сопротивления. В первом случае снижаются пики разрежения в окрестности передней кромки, которые на обычном крыле приводят по достижении некоторого угла атаки к отрыву потока и потерям подсасывающей силы, то есть к увеличению сопротивления. При выполнении второго условия минимизируется индуктивное сопротивление.
Отклонение элементов адаптивного крыла, осуществляемое так, чтобы центр давления действующих на самолёт аэродинамических сил не менял своего положения, даёт возможность осуществить непосредственное управление аэродинамической подъёмной силой.
Современная технологическая база и развитие авиационных материалов позволяют обеспечить создание исполнительных механизмов системы управления обтеканием несущей системы без использования ресурсов маршевой силовой установки, на основе автономных источников сжатого воздуха. Конструктивно-технологической основой систем струйного управления могут являться активные газодинамические исполнительные механизмы, функционирующие по принципу параллельной инжекции с использованием газовых динамических поршней.

## Управления обтеканием
Одним из направлением повышения аэродинамического качества на крейсерском режиме полёта и улучшения взлётно-посадочных характеристик самолёта является активное управление обтеканием несущих и управляющих аэродинамических поверхностей с помощью энергетических способов: управление пограничным слоем, выдув струй на элементы крыла и взлётно-посадочную механизацию, реактивный и струйный закрылок. Управление пограничным слоем путём его отсасывания с поверхности крыла, оперения и мотогондол является эффективным способом уменьшения сопротивления трения (искусственной ламинаризацией обтекания). Кроме того, сдув пограничного слоя может обеспечить безотрывное обтекание крыла при больших углах атаки и больших углах отклонения элементов механизации крыла и тем самым повысить максимальный коэффициент подъёмной силы и критический угол атаки.

## Примеры реализации

На Су-33КУБ применено частично адаптивное крыло с гибким носком

Разработка адаптивного крыла, способного изменять в полёте кривизну с сохранением плавных обводов, была начата в США в 1979 году по программе AFTI (Advanced Fighter Texnology Integration), осуществляемой NASA и ВВС США. Впервые такое крыло было установлено в 1980-е годы на экспериментальном самолете F-111. Изменение кривизны крыла в полёте осуществлялась в зависимости от высоты полёта, числа Маха, угла стреловидности и потребной подъёмной силы. Целью являлось обеспечение наименьшего коэффициента лобового сопротивления при каждом значении коэффициента подъёмной силы. Передняя и хвостовая части крыла с гибкой обшивкой позволили плавно менять кривизну крыла, так что полярой оказывалась огибающая поляр, соответствующих различным конфигурациям крыла. Тогда это потребовало огромных капитальных затрат и сложнейших конструктивных решений. В настоящее время, в связи с появлением эластичных композиционных материалов, ситуация упростилась.
Позднее, начиная с 1987 года, аналогичными исследованиями занимались и в Airbus Industrie при разработке крыла с управляемой кривизной для самолётов А330 и А340. Предполагалось, что управление кривизной крыла за счёт автоматического изменения углов отклонения двух пар закрылков и элеронов на каждом полукрыле должна обеспечивать оптимальную кривизну профиля для каждого режима полёта, в результате чего должно достигаться существенное улучшение аэродинамического качества на крейсерском режиме при увеличенном значении подъёмной силы. Испытания моделей крыла в аэродинамической трубе показали, что аэродинамическое качество крыла с управляемой кривизной лишь на ~1,5 % выше, чем обычного. Поэтому исследователи пришли к выводу, что дополнительная механизация и сложность системы управления кривизной, а также возрастание массы конструкции не оправдывают небольшого улучшения топливной эффективности самолёта.
Тем не менее, в 2008—2012 годах продолжались исследования по проекту SADE (SmArt High Lift Devices for Next Generation Wing) 7-й Европейской рамочной программы. Задача проекта состояла в исследовании адаптивной бесщелевой передней кромки, адаптивной плавно-отклоняемой задней кромки для увеличения аэродинамического качества крыла самолёта следующего поколения при существенном уменьшении веса конструкции, снижении шума на взлётно-посадочных режимах и повышении топливной экономичности.
На новейшей модификации самолёта Boeing 787 Dreamliner применено изменение кривизны задней части профиля крыла на режимах взлёта и посадки. В этом случае при выпуске закрылков отклоняются и их крыши, что позволит не только повысить эффективность закрылков, но и несущую способность основной части крыла вследствие увеличения кривизны её профиля.
В США ведутся работы по созданию адаптивного крыла компанией FlexSys Inc., Исследовательской лабораторией ВВС США по программе активного аэроупругого крыла Boeing X-53 Active Aeroelastic Wing.
В России примеры применения адаптивной взлётно-посадочной механизации на крыле пассажирского самолёта неизвестны, исследования по оценке её эффективности начаты в ЦАГИ более 20 лет назад. Адаптивный отклоняемый носок крыла с гибкой обшивкой был применён на опытном палубном истребителе Су-33УБ.